# Ufficiale sanitario
L'ufficiale sanitario, in Italia, era il funzionario preposto all'ufficio sanitario (detto anche ufficio d'igiene) di un comune o di più comuni riuniti in consorzio, incaricato del servizio di vigilanza igienica e profilassi.

## Storia
La figura dell'ufficiale sanitario fu introdotta nell'ordinamento italiano dalla legge 22 dicembre 1888, n. 5849 (Legge sulla tutela dell'igiene e della sanità pubblica, nota come Legge Crispi-Pagliani).
Venne poi soppressa dalla legge 23 dicembre 1978, n. 833 (Istituzione del Servizio Sanitario Nazionale) e le sue funzioni sono state trasferite all'unità sanitaria locale (USL), ora azienda sanitaria locale (ASL), che le esercita attraverso il proprio dipartimento di prevenzione.

## Nomina
Secondo il regio decreto 27 luglio 1934 n. 1265 (Testo unico delle leggi sanitarie) l'ufficiale sanitario era un medico, nominato dal prefetto (in seguito la competenza fu trasferita al medico provinciale) sulla base di un concorso pubblico indetto a livello provinciale. Se non era possibile assegnare un ufficiale sanitario al comune, anche in consorzio con altri, per la ridotta popolazione, le condizioni economiche o le difficoltà di comunicazioni con i comuni confinanti, le funzioni potevano essere temporaneamente affidate al medico condotto.

## Inquadramento
Il R.D. 1265/1934 pose l'ufficiale sanitario alle dipendenze del sindaco o del presidente del consorzio e al contempo, in quanto organo periferico dello Stato, dell'autorità sanitaria provinciale.
La legge 13 marzo 1958, n. 296, istitutiva del Ministero della sanità, lo configurò quale organo periferico del medesimo e il successivo D.P.R. 11 febbraio 1961, n. 264, precisò che nell'esercizio delle relative funzioni dipendeva direttamente dal medico provinciale.
Con il trasferimento delle funzioni statali alle regioni, operato dal D.P.R. 14 gennaio 1972, n. 4, l'ufficiale sanitario divenne organo periferico di queste.

## Competenze
Il D.P.R. 264/1961 annoverava tra i compiti dell'ufficiale sanitario: la vigilanza sulla salute pubblica e l'adozione di provvedimenti in materia di sanità pubblica; la cura dell'osservanza delle leggi e dei regolamenti sanitari; l'assistenza agli organi comunali nell'elaborazione ed esecuzione dei provvedimenti sanitari di competenza; la ricezione delle denunce di malattia, nei casi previsti dalla legge; la registrazione dei titoli di abilitazione all'esercizio delle professioni sanitarie e delle professioni e arti ausiliarie.